# Se tu
Se tu è un brano musicale dei Wolfango, primo singolo estratto dall'album Stagnola.
Del singolo è stato realizzato un videoclip diretto da Sergio Pappalettera.

## Traccia
1. Se tu - 2:43

## Formazione
- Marco Menardi - voce, basso
- Cristiano Marcelli - batteria
- Sofia Maglione - cori

Altri musicisti
- Luca Rossi - programmazione